# Master class

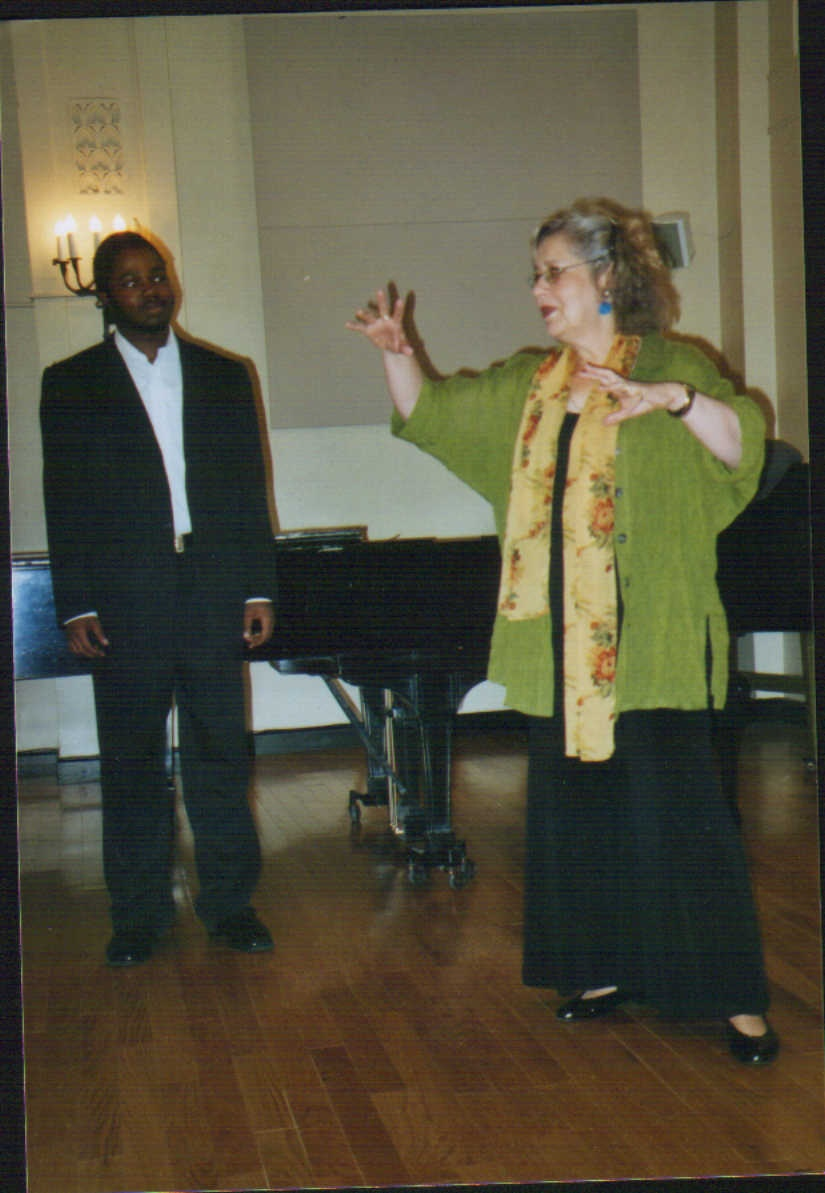
A contralto en ministra master class de canto.

Master class é uma expressão inglesa que se refere a uma aula dada por um especialista detentor de notório saber em determinada área do conhecimento. A expressão é empregada principalmente nas artes e, em particular, na música. 
Nas master classes de música, os estudantes escutam e observam, enquanto o(a) especialista se ocupa de um estudante de cada vez. Este é, em geral, de nível avançado (ou pelo menos intermediário) e geralmente deve tocar uma única peça, que preparou previamente, enquanto o especialista lhe dá conselhos para melhorar a interpretação, demonstrando como executar certas passagens ou comentando erros frequentes. No entanto, se a master class é aberta ao público ou filmada, acaba por assemelhar-se um pouco a um espetáculo.
Uma das primeiras pessoas a ministrar master classes, avant la lettre, foi Franz Liszt, em Weimar, a partir de 1869. 
As célebres master classes de Maria Callas na Juilliard (Nova York), ministradas entre outubro de 1971 e março de 1972, foram tema da peça Master Class, de Terrence McNally. A peça foi um grande sucesso na Broadway e em vários países do mundo, tendo recebido o Tony Award de 1996.